# Фокер-Планкова једначина
Фокер-Планкова једначина у статистичкој механици је парцијална диференцијална једначина која описује временску еволуцију функције густине вероватноће и може се записати у облику:
{\displaystyle {\frac {\partial }{\partial t}}p(x,t)={\frac {\partial ^{2}}{\partial x^{2}}}\left[D(x,t)p(x,t)\right]-{\frac {\partial }{\partial x}}\left[F(x,t)p(x,t)\right].}
Фокер-Планкова једначина је диференцијална једначина првог реда у времену која важи за Марковљеве стохастичке процесе који су потпуно одређени почетним стањем и условном вероватноћом преласка из једног у друго стање.

## Интерпретација
Временска еволуција густине вероватноће зависи од два члана:
- {\displaystyle {\frac {\partial ^{2}}{\partial x^{2}}}\left[D(x,t)p(x,t)\right]} је дифузиони члан
- {\displaystyle -{\frac {\partial }{\partial x}}\left[F(x,t)p(x,t)\right]} је члан који описује померај или дрифт

Уопштено, једначина еволуције може садржати поред ова два члана и члан који се односи на скокове густине вероватноће, тј. који би описивао њена неконтинуална понашања, али овакво понашање се не узима у обзир у уобичајеном посматрању начина еволуције.

## Еквивалентност са Ланжевиновом једначином
Ланжевинова једначина се може егзактно решити и њена решења су неке стохастичке функције. Различитим дискретизацијама Ланжевинове једначине добијају се различите Фокер-Планкове једначине због тога што је шум који фигурише у Ланжевиновој једначини стохастичке природе.
Ланжевинова једначина са Итовом дискретизацијом одговара Фокер-Планковој једначини која пропагира унапред у времену.

### Доказ
Полазећи од Ланжевинове једначине записане као парцијалне диференцијалне једначине првог реда:
{\displaystyle \lambda {\frac {dx}{dt}}=-{\frac {\partial V(x)}{\partial x}}+\eta (t),}
у којој је шум дефинисан као Винеров процес:
{\displaystyle \langle \eta (t)\rangle =0,\quad \langle \eta (t)\eta (t')\rangle =\Gamma \delta (t-t'),}
посматра се пробна функција {\displaystyle \phi (x(t))} која се усредњава по свим реализацијама у инфинитезималном временском померајју {\displaystyle \langle \phi (x(t+\delta ))\rangle =\langle \phi (x(t))\rangle } користећи Тејлоров развој и Ланжевинову једначину.
Проналажењем временског извода {\displaystyle {\frac {\partial }{\partial t}}\langle \phi (x(t))\rangle } добија се Фокер-Планкова једначина идентификовањем дифузионог и дрифт члана.
У зависности од начина усредњавања, тј. дискретизације мултипликативног шума, добијају се различите Фокер-Планкове једначине. Због тога је при записивању Ланжевинове једначине потребно нагласити и на који начин се врши дискретизација. Најпознатији су Стратоновичев и Итов приступ, где Стратоновичев приступ подразумева да се вредност узима на средини интервала и погодан је због тога што при овом приступу важе уобичајена алгебарска правила. С друге стране, Итов приступ којим се при дискретизацији узима вредност функције на крају интервала је погодан због тога што се изрази поједностављују, али се мора опрезније извршавати обичне рачунске операције. Може се показати еквивалентност између Стратоновичевог и Итовог приступа и начин преласка са једне на другу дискретизацију.

## Струја густине
Струја густине {\displaystyle {\vec {J}}} се дефинише за једначину временске еволуције тако да важи:
{\displaystyle {\frac {\partial }{\partial t}}p({\vec {r}},t)=-\nabla {\vec {J}}({\vec {r}}).}
На тај начин, струја густине за Фокер-Планкову једначину је облика:
{\displaystyle J_{x}=F(x,t)p(x,t)-{\frac {\partial }{\partial x}}\left[D(x,t)p(x,t)\right],}
где се аналогно са интерпретацијом чланова у Фокер-Планковој једначини, чланови респективно називају струјом дрифта и дифузионом струјом густине.

### Гранични услови
Да би струја густине била дефинисана у потпуности, потребно је дефинисати и како се она понаша у граничним тачкама. Могуће врсте граничних услова које задовољавају Фокер-Планкову једначину су Дирихлеови услови, Нојманови услови, нека врста мешаних услова (као што су рефлективни гранични услови), апсорпциони гранични услови код којих укупна вероватноћа није одржана и други.